# جون شیمیزو
جون شیمیزو (انگلیسی: Jun Shimizu؛ زادهٔ ۲۱ مهٔ ۱۹۸۵) بازیکن فوتبال اهل ژاپن است.